# Tay (Ontario)
Tay est un canton du Centre de l'Ontario, au Canada, situé au sud de la baie Georgienne.

## Communautés
Le canton comprend les villages de Waubaushene, Victoria Harbour, Port McNicoll, Vasey, et plusieurs autres hameaux ruraux.
Wyebridge est un village/hameau du canton de Tiny.
|  |  |

## Démographie
D'après le recensement canadien de 2006 :
- Population: 9,748 (9,162 en 2001)
- % Changement (2001-2006): 6,4
- % Changement (1996-2001): 1,3
- Logements: 3 470
- Superficie (km²): 138,93
- Densité (habitants par km²): 70,2

| 2001  | 2006  | 2011  | 2016   |
| ----- | ----- | ----- | ------ |
| 9 162 | 9 748 | 9 736 | 10 033 |

## Personnalités
- Amos Arbour, ancien joueur de hockey sur glace